# 野田順康
野田 順康（のだ としやす、1953年生）は、日本人の元国連職員、都市研究者。（株）日本開発政策研究所シニアアドバイザー。専門分野は、国際協力論、地球環境論、国土・都市論。博士（人間環境学）。全日本スキー連盟公認スキー指導員。

## 来歴
京都府出身。1977年室蘭工業大学工学部卒業、1979年北海道大学大学院環境科学研究科修士課程修了。2010年九州大学大学院経済学府博士後期課程単位取得転学府。2011年九州大学大学院人間環境学府都市共生デザイン専攻博士後期課程修了。
1978年国家公務員上級試験合格。1979年旧総理府国土庁入庁。大臣秘書官、半島振興室長、防災調整課長、内閣府参事官、国土交通省総合計画課長、参与等を務めた。国土形成計画法制定の担当課長であり、国土計画、防災関連業務に長く携わった。
国際経験は国連人間居住センター（UNCHS）居住専門官、国連人道問題局（OCHA）専門官、国連防災委員会（UNISDR）日本政府代表、世界銀行運営委員、OECD地域開発委員会議長など。ジュネーブ在勤中、1990年に発生した第一次湾岸危機の担当官を務めており国連緊急援助、国連人道支援に詳しい。また、国連人間居住計画（UN-HABITAT）アジア太平洋地域本部の福岡市への誘致に尽力し、2002年から約10年間にわたり本部長（Regional Director）を務め、アフガニスタン復興事業をはじめ様々な災害復興事業や居住関連事業等の実施を指揮した。
2013年4月より2024年３月まで西南学院大学法学部教授。国際関係論、国際開発論、国際協力論、地球環境論(ESG)等を担当し、グローバル人材の育成に尽力した。
2024年4月より現職。東京外国語大学等で講義。

## 最近の主な国際的活動
- 国連専門家会合（都市･地域計画）日本及びアジア代表 2013年10月 - 2015年4月
- 国際連合政策委員会（住居・持続的都市発展：HABITAT III）日本代表 2015年8月 - 2016年10月
- 日本政府代表団顧問「HABITAT III 第三回準備会合」（インドネシア、スラバヤ）2016年7月
- 日本政府代表団顧問「第三回国連人間居住会議（HABITAT III）」（エクアドル、キト）2016年10月
- 日本政府代表団顧問「第9回世界都市フォーラム（WUF9）」（クアラルンプール、マレーシア）2018年2月
- 日本政府国土交通省「第一回国土・地域計画策定・推進支援プラットフォーム国際会議」（日本、福岡）コーディネーター2018年8月
- 日本政府代表団団長「第一回国連ハビタット総会」（ナイロビ、ケニア）2019年5月等[3]
- タイ政府アドバイザー「国土空間計画策定」（内務省）2021年6月 - 2024年３月
- 全世界（広域）気候変動対策に貢献する都市圏計画マスタープランに関する研究(JICA)2025年3月－

## 主な著作
- 野田順康「環境要因評価による土地利用策定に関する研究」北海道大学（修士論文）1979.3
- 世界のくらし・日本のくらし－国際居住年緊急レポート－（第一法規）1987.6
- 土木工学ハンドブック国土計画・地域計画（技報堂出版）1989.11
- 国連の緊急人道援助と日本（JICA）1992.6
- 国際緊急人道・災害援助に対する日本の貢献の可能性 （季刊防災）1992.12
- 不動産価格の変動と国民経済に関する国際比較調査（人と国土）1993.9
- 地域の国際化と国際機関（都市問題研究）1996.10
- 国際化と地域の振興（IDCJ FORUM）1997.2
- Regional Development and Human Resources in Japan (APEC Human Resources Development, Institute of Developing Economies) 1997.12
- 防災事典（築地書館）2002.7
- 女性にやさしいまちづくり（ユック舎）2004.10
- 東アジアの一員としての国土づくり（JAPIC）2004.11
- 国土形成計画の策定に向けて（地域開発）2006.1
- Sustainable Development and the State of Asian Cities (2009 World Sustainable City Forum) 2009.9
- 野田順康「アジアの都市・経済成長と格差の関係に係る一考察」『九州経済学会年報』第47巻、九州経済学会、2009年、141-146頁、ISSN 03850498。
- 野田順康「アジアにおける参加型居住開発プロセスに関する一考察 : 国連ハビタットの活動を事例研究として」『都市・建築学研究』第18巻、九州大学大学院人間環境学研究院都市・建築学部門、2010年、1-10頁、doi:10.15017/20653、hdl:2324/20653、ISSN 1346-5325。
- 野田順康『アジアの都市化・都市成長と参加型居住環境整備に関する研究』 九州大学〈博士 (人間環境学) 甲第10082号〉、2011年。NAID 500000541749。
- アジアの都市化と創造都市に関する一考察（九州経済学会年報第48集）2010.12 [4]
- アジアの参加型居住環境整備に学ぶ（人と国土）2014.11
- 第7回世界都市フォーラムの論点と我が国の経験（人と国土）2015.1
- International Guideline of Urban and Territorial Planning (UN-Habitat) 2015.5
- 都市化・都市成長の世界的潮流（都市政策研究） 2017.2 [5]
- Private Sector Partnership Analysis (UN-Habitat) 2017.3
- 変革期における法学・政治学のフロンティア（日本評論社）2017.11
- SDGs、NUAの実現に向け国土・地域計画が果たす役割（人と国土21）2019.1
- 世界都市フォーラムに見る都市政策の課題（都市政策研究）2019.1[6]
- 九州発「国のかたち」を問う（三岳出版社）2020.9
- 都市の危機管理の変遷と考察（都市政策研究）2021.2[7]
- 再生エネルギー導入に伴うJCMの可能性（経済産業省）2025.2